# Парк националне баштине Опустасер
Парк националне баштине Опустасер (мађ. Nemzeti Történeti Emlékpark) је музеј мађарске историје на отвореном у Опустасеру у Мађарској. Основана је 1982. године и најпознатија је по томе што се на њој налази Панорама Фестија или „циклорама Арпада Фестија” и његових помоћника, која приказује почетак мађарског освајања Карпатског басена 895. Слика је завршена 1894. за 1000-годишњицу догађаја. Парк је такође дом разних експоната у затвореном и на отвореном, фокусирајући се на археолошку и етнографску историју древне и ране модерне Мађарске на импресиван и привлачан начин.
Седамдесетих година прошлог века донета је одлука да се у жупанији Чонград изгради парк баштине. Почела је рестаурација слике „Долазак Мађара и изградња нове ротонде за чувену циклораму. Изградња је заустављена 1979. године и делови платна су поново смотани и одложени. Године 1991. група пољских конзерватора уметности добила је уговор за нову рестаурацију. Од 1995. године циклорама је стално изложена, заједно са вештачким тереном и скривеним звучницима који пуштају звучне ефекте. То је главна атракција парка националне баштине Опустасер.

## Ротонда
У Ротонди се налази чувена Панорама Фести, Долазак Мађара, која је првобитно завршена 13. маја 1894. Циклорама је висока 15 метара и дуга 120 метара, формирајући панорамску слику пречника 38 метара. То је једна од само 16 циклорама које постоје широм света, што слику чини изузетно ретким уметничким делом. Слика приказује почетак мађарског освајања Карпатског басена, укључујући и седам мађарских везира и жртвовање белог коња од стране паганског свештеника, Талтоша, у знак сећања на догађај који се збио више од 1000 година пре прве изложбе слике 1894. године. Циклораму је сликао Арпад Фести од 1892. до 1894. године, уз помоћ многих асистената и колега уметника. Посебно, пејзаж је великим делом насликао Ласло Медњански, а сцене коњичке битке су сликане уз помоћ Пала Вага.
Ротонда садржи многе друге сталне изложбе, укључујући следеће:
- Панораме света: Приказ 34 панораме из деветнаестог века, из златног доба панорамске фотографије.
- Паноптици: Воштане фигуре 22 значајне мађарске историјске личности.
- Променада: Изложба живота малог и великог града у деветнаестом веку и златном добу Аустроугарске монархије.
- Историја парка: Увод у историју парка.
- Манастир Сзер: Поглед на живот у Манастир Сер који је раније стајао тамо где је парк тренутно, кроз сочиво артефаката и археолошких остатака.
- Породица народа: етнографски приказ, сагледавајући Угро-финске народе у целини.

Године 2013. у Ротонди су изложени остаци циклораме димензија 15 к 120 метара осликане 1898. године. Циклорама под називом Трансилванска панорама приказује битку код Нагисзебен, током Мађарске револуције 1848-49.

## Изложбе на отвореном

### Етнографска збирка на отвореном
Етнографска збирка Опустасер на отвореном је један од мађарских сеоских музеја. Село музеј је отворено од свог настанка 1978. године и дом је 19 историјских зграда и 3 изложбе на отвореном. Збирка историјских грађевина упознаје посетиоца са широким спектром пејзажа и архитектонских стилова Мађарске. У селу се налази и збирка возила и пољопривредне опреме.

### Збирка „Шума и човек”
Колекција „Шума и човек” се налази у боровом павиљону који подсећа на јурту. Збирка истражује однос између људи, шума и дрвећа.

### Номад Парк
„Номадски парк“ рекреира свет евроазијске степе, заједно са јуртама и интерактивним дисплејима. Парк укључује представу коња уживо која укључује коње и јахаче у раној мађарској ношњи и играње ловачких игара које су биле популарне код Раних Мађара.

### Рушевине
Ово подручје представља откривене рушевине манастира Сер, који је откопан 1970. године.